# Ola Theander
Ola Theander, född 1947, var politisk chefredaktör till halvårsskiftet 2010, och tidigare chefredaktör på frisinnade tidningen Norra Västerbotten i Skellefteå. På ledarplats företrädde han tidningens socialliberala, alkoholskeptiska linje med kritik av socialdemokraterna, som har egen majoritet i Skellefteå kommun.
Ola Theander började sin journalistiska bana som volontär på FLT Press 1972. Efter semestervikariat på Oskarshamns-Tidningen kom han till Norrtelje Tidning som sportmedarbetare. Senare blev han kommun- och landstingsreporter på tidningen. 1975 började han som redigerare och reporter på Eskilstuna-Kuriren. 1976 tillträdde han posten som chefredaktör och ansvarig utgivare på tvådagarstidningen Nynäshamns Posten. 1979 tillträdde han en motsvarande tjänst på centerpartistiska Hudiksvalls-Tidningen. 1986 flyttade han till Umeå där han var ledarskribent och senare politisk redaktör på Västerbottens-Kuriren. 1989 utsågs han till politisk redaktör på Sundsvalls Tidning. 1999 flyttade han till Skellefteå som chefredaktör och ansvarig utgivare på Norra Västerbotten – en tjänst som varade till 2004. Från oktober 2004 var han politisk chefredaktör på samma tidning. Sommaren 2010 avgick han med avtalspension och driver sedan dess den enskilda firman Brola.